# Yannick Nézet-Séguin
Yannick Nézet-Séguin, CC, OQ [ja.nik ne.zɛ se.ɡɛ̃] (eredeti neve: Yannick Nicholas Séguin) (Montréal, 1975. március 6. – ) ötszörös Grammy-díjas kanadai francia karmester, zongoraművész. A 2018–19-es évadtól a New York-i Metropolitan Opera zeneigazgatója.

## Élete
Szülei neveléselméletet oktatnak. Ötévesen kezdett zongorázni tanulni. Tízéves korában látta vezényelni Charles Dutoit-t a Montréali Szimfonikus Zenekar élén, ami döntő hatással volt pályaválasztására. Tizenhárom évesen lett a Québeci Konzervatórium legfiatalabb növendéke. Nyaranta a princetoni Westminster Choir College-ban vett részt karvezetéskurzusokon. Még tanulmányai idején alapította meg a La Chapelle de Montréal régizenei együttest. Szintén még diákként, 1994-ben nevezték ki a Chœur polyphonique de Montréal zeneigazgatójává. 1997-ben szerezte meg diplomáját. Két évre Carlo Maria Giulini magántanítványa lett.
Tanulmányai végeztével első szerződése 1998 júniusától a Montréali Operához kötötte karigazgatóként és zenekari asszisztensként. Ezt az állást 2002-ig töltötte be, de 2000-től már a  Montréali Városi Zenekar művészeti vezetője is (2021-ig). 2003 és ’06 között a Victoriai Szimfonikusok első vendégkarmestere volt. Kezdeti sikereit látva, egy neves művészügynökség karolta fel, és előbb Kanadában, majd külföldön is elindult üstökösszerű karrierje. Hangversenyeket és operát egyaránt dirigált.
2004-ben a Toulouse-i Capitol Zenekara élén debütált Európában. Hamarosan felléphetett a Covent Gardenben, a La Scalában. 2008-ban szerepelt először a Salzburgi Ünnepi Játékokon Gounod Romeo és Júliájával. Ebben az évben két jelentős európai együttessel kötött többéves szerződést. A Londoni Filharmonikus Zenekar első vendégkarmestere lett (2014-ig), és (a zenekar tagjainak titkos szavazásával) a Rotterdami Filharmonikusoknak vezető dirigense (2018-ig). Az évek folyamán fellépett az összes rangos európai zenekarral, fesztiválon.
2009-ben mutatkozott be az Egyesült Államokban a Bostoni Szimfonikusok és a Los Angeles-i Filharmonikusok élén. Még ez év szilveszterén debütálhatott a Metropolitanban a Carmennel. Kanadában is folyamatosan szerepel hangversenydobogón és operában egyaránt.
A hatalmas munkabírású Nézet-Séguin 2012 óta Ormándy Jenő egykori együttesének, a Philadelphiai Zenekarnak is vezető karmestere. Szerződése 2026-ig szól.
2016-ban jelentette be a Metropolitan Opera, hogy a 2020–21-es évadban ő veszi át a fő-zeneigazgatói posztot, de a Me Too-mozgalom felszínre hozta elődje, James Levine szexuális visszaéléseit, ezért Nézet-Séguin kinevezését két szezonnal előbbre hozták, így már 2018 őszén átvehette az irányítást.
Repertoárban sem műfajilag, sem stílusban nem specializálódott. A barokktól a kortárs zenéig, versenyműtől balettig mindent dirigál. Zongorakísérőként is működik. A „terrorral” dolgozó Toscanini-, Széll György-típusú karmesterekkel szemben megnyerő stílusával nemcsak a közönség, de a zenészkollégák kedvence is. Zömök alkata mellett rendkívüli energikusságáért Joyce DiDonato nevezte el Mighty Mouse-nak, amit már az amerikai sajtó is átvett.
Nézet-Séguin vállaltan meleg. Bár négy évig próbálkozott heteroszexuális kapcsolattal, későbbi élettársával, Pierre Tourville brácsaművésszel erről az oldaláról is megismerkedve (Tourville játszott már konzervatóriumi zenekarában is), felhagyott ilyen kapcsolatával. New Yorkban élnek, de a philadelphiai szerződés állandó ingázásra kényszeríti.

## Díjai, elismerései
- 2000 – Virginia Parker-díj

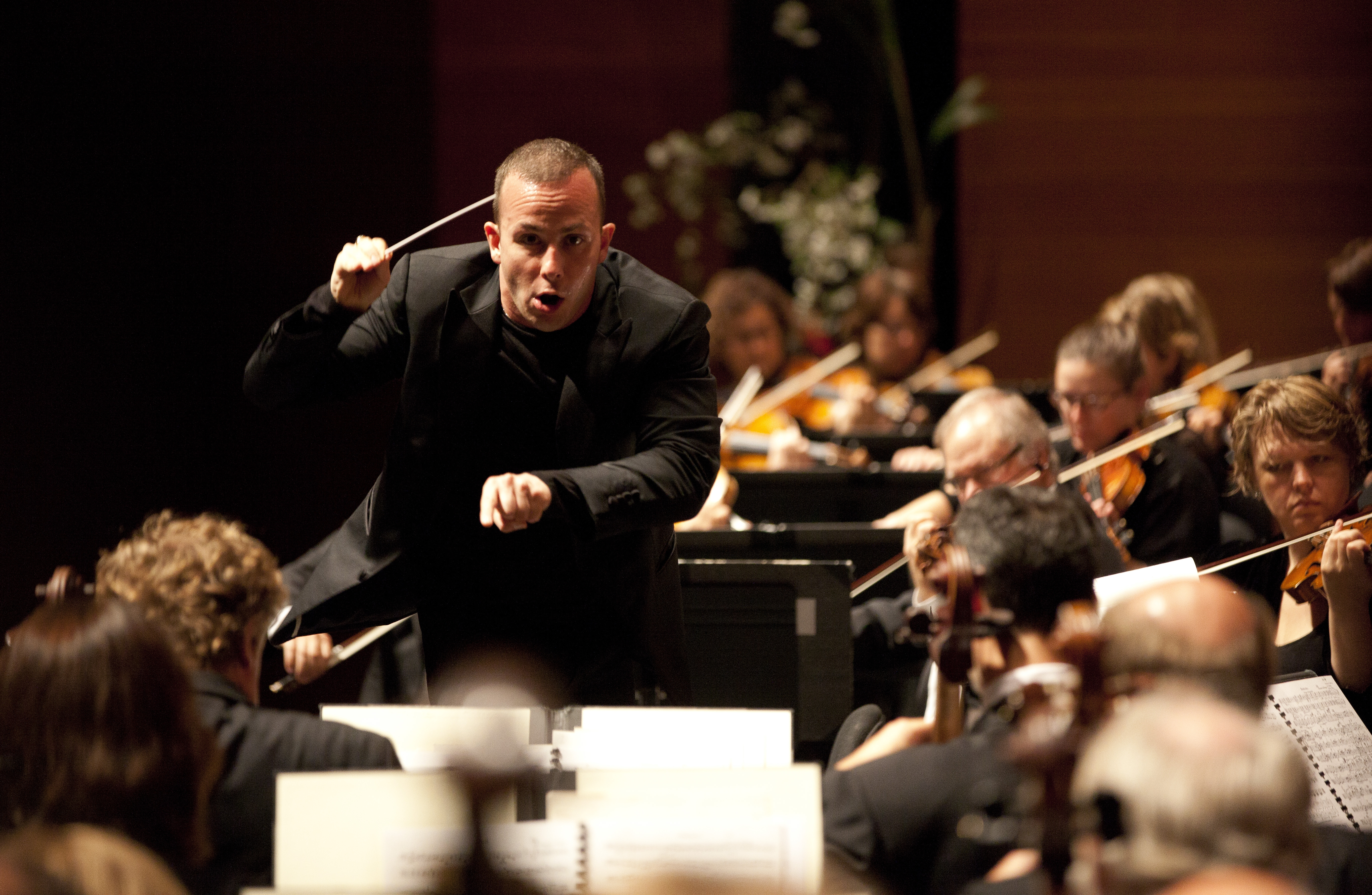
A Rotterdami Filharmonikus Zenekar élén (2011)

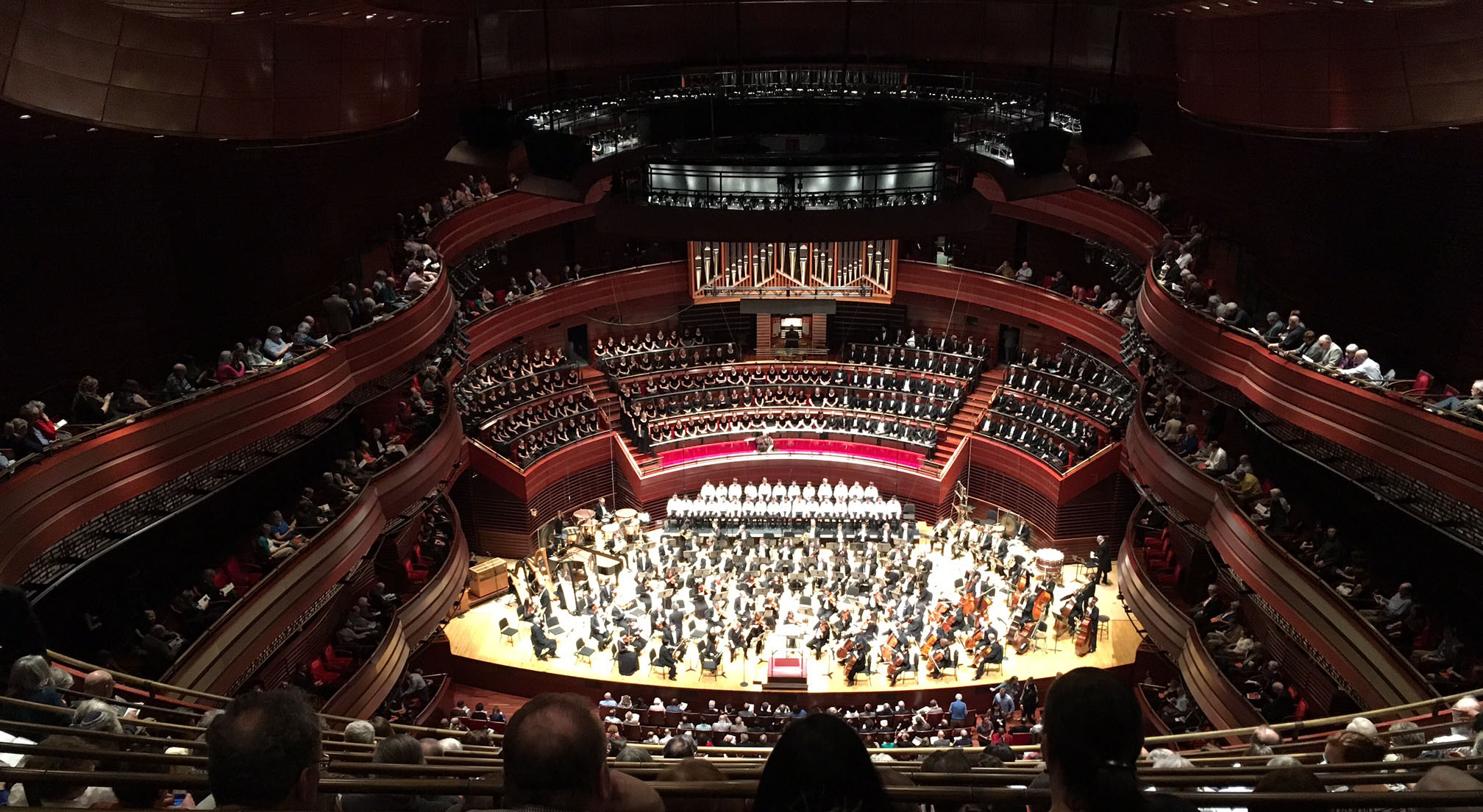
Mahler VIII. szimfóniája amerikai bemutatója centenáriumára rendezett, Nézet-Séguin által vezényélt koncertsorozat 2016. március 10-i előadása a Kimmel Center Verizon Halljában

- 2006 – Félix-díj (Québeci hanglemezdíj)
- 2008 – Young Artist Award (Brit Királyi Filharmonikus Társaság)
- 2008 – Félix-díj
- 2010 – National Arts Centre Award (Kanada)
- 2010 – Félix-díj
- 2011 – Denise Pelletier-díj
- 2011 – A Québeci Egyetem díszdoktora
- 2011 – Félix-díj
- 2012 – a Kanada Rend compagnon fokozata
- 2012 – Félix-díj
- 2012 – II. Erzsébet királynő Gyémántjubileumi Érme
- 2012 – Félix-díj
- 2014 – A Curtis Institute díszdoktora
- 2015 – Québec Nemzeti Rendjének tisztje
- 2015 – a Québeci Nemzetgyűlés Becsületérme
- 2015 – a Québeci Művészetek és Irodalom Érdemrendje compagnon fokozata
- 2015 – „Az év embere” (FORCES Magazine)
- 2015 – „Az év művésze” (Musical America)
- 2015 – a Rider Egyetem(wd) (New Jersey) díszdoktora
- 2016 – „Az év embere” (La Presse)
- 2017 – a Montréal Rend tisztje
- 2017 – a McGill Egyetem(wd) (Québec) díszdoktora
- 2018 – a Pennsylvaniai Egyetem díszdoktora